# 카와구치 센리
카와구치 센리(일본어: 川口 千里 かわぐち せんり[*], 1997년 1월 8일~)는 아이치현에서 태어나 미에현 욧카이치시에서 자란 드러머이다.